# Chapelle Cathelineau
Pour les articles homonymes, voir Cathelineau.
La chapelle Cathelineau est située à Saint-Florent-le-Vieil. Elle abrite une partie des restes du général vendéen Jacques Cathelineau (1759-1793) et ceux de son fils mort en 1832.
À partir de 1904, les restes de Jacques Cathelineau sont partagés entre cette chapelle et le monument funéraire au sein de l'église Saint-Pavin au Pin-en-Mauges.